# Biserica Pogorârea Sfântului Duh din Horodniceni

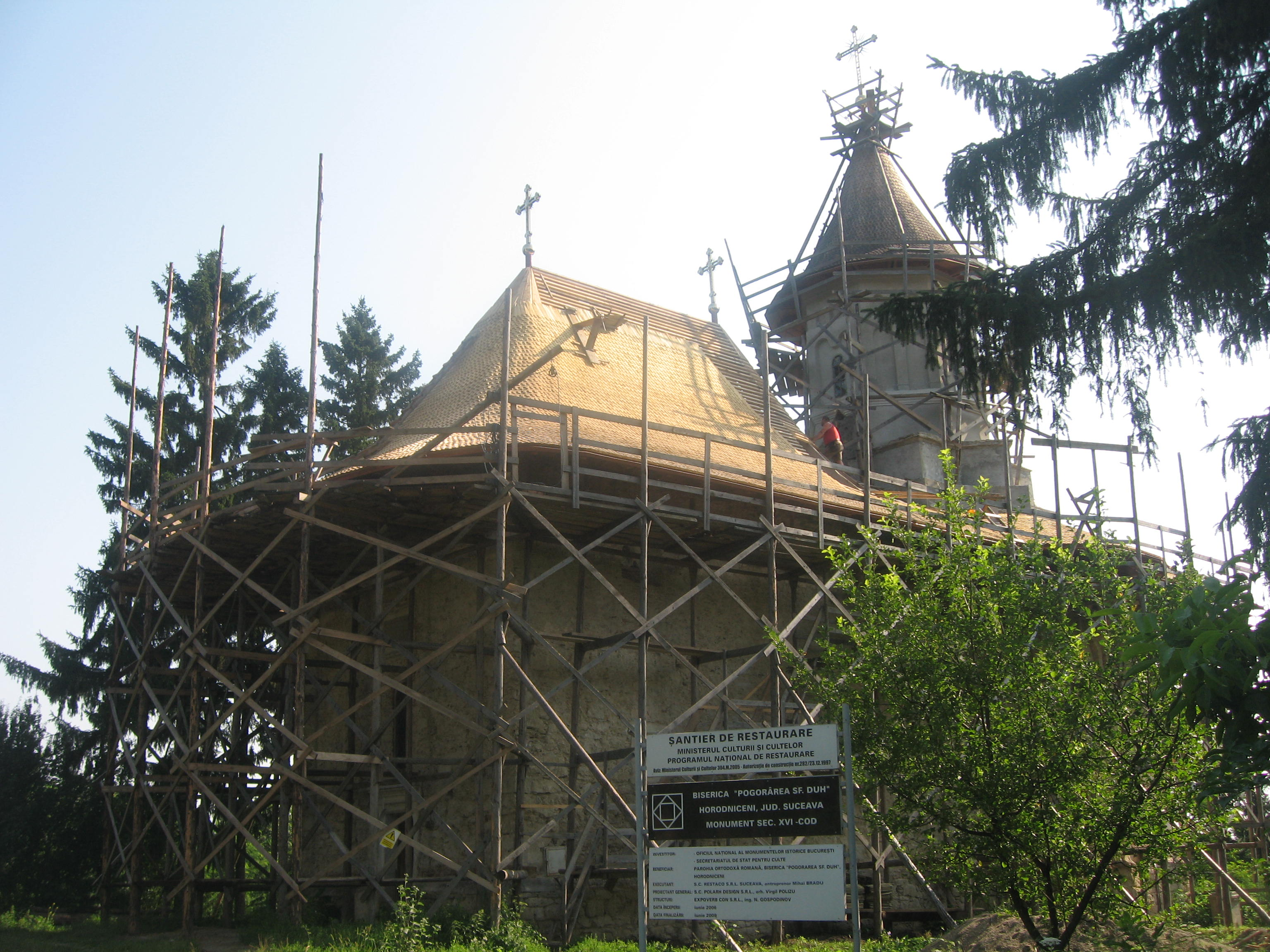
Biserica "Pogorârea Sfântului Duh" din Horodniceni

Biserica "Pogorârea Sfântului Duh" din Horodniceni este o biserică ctitorită de marele vistiernic Mateiaș în jurul anului 1539 în satul Horodniceni din județul Suceava, aflat la o distanță de 16 km sud-vest de municipiul Suceava. Această construcție se încadrează în seria de clădiri bisericești construite în stilul epocii lui Petru Rareș (1527-1538, 1541-1546), având și elemente noi. 
Ansamblul bisericii "Pogorârea Sf. Duh" din Horodniceni a fost inclus pe Lista monumentelor istorice din județul Suceava din anul 2015, având codul de clasificare cod LMI SV-II-a-A-05558 și fiind alcătuit din următoarele 2 obiective: 
- Biserica "Pogorârea Sf. Duh" - datând din anul 1538 și având codul SV-II-m-A-05558.01
- Zvonița - datând din secolul al XIX-lea și având codul SV-II-m-A-05558.02

## Istoric

### Ctitorirea bisericii
Biserica din Horodniceni a fost construită în anul 1539 de către marele vistiernic Mateiaș. Lăcașul de cult a fost ridicat în satul Horodniceni, aflat la o distanță de 16 km de orașul Suceava și a fost sfințit la data de 8 noiembrie 7047 (1539), "în zilele lui chir Teofan, mitropolit al Sucevei". 
Cercetările arheologice efectuate între anii 1998-2001 au scos la iveală faptul că biserica ctitorită de vistiernicul Mateiaș este prima construcție ridicată în zonă, pe un teren ce nu conține și alte vestigii arheologice. Edificiul a avut inițial ziduri despărțitoare între pridvor și pronaos și între pronaos și naos, acestea fiind demantelate ulterior. Porțiunile de zid păstrate în fundație aveau câte o fractură plasată aproximativ la mijloc, aceasta putând fi cauza demolării zidurilor. 
Ctitorul bisericii mănăstirii Coșula este vistiernicul și apoi logofătul Mateiaș, fiul pârcălabului Grumaz. Acesta provenea dintr-o veche familie de boieri din Moldova.  El a ocupat dregătoria de mare vistiernic în timpul primei domnii a lui Petru Rareș (1527-1538), prima sa menționare printre dregătorii sfatului domnesc având loc într-un document din 3 martie 1535.  În calitate de vistiernic, Mateiaș avea responsabilitatea administrării veniturilor țării dar și ale curții domnești. El a fost un boier de încredere al domnitorului, fiindu-i încredințate și misiuni diplomatice. El a fost trimis cu diferite misiuni în Transilvania, pentru a trata cu Ioan I Zápolya sau cu reprezentanții regelui Ferdinand. Unul dintre emisarii imperiali, episcopul de Lund, îi făcea în 1536 un portret destul de elogios: „În adevăr e un om foarte modest, foarte bun și, pe lângă aceasta, foarte prudent și destul de cumpănit în afacerile sale, așa cum n-aș putea găsi altul în acest regat.” 
La sfatul voievodului, el și-a trimis familia și bunurile în Transilvania, din cauza pericolului turcesc ce amenința Moldova, dar nu l-a urmat pe domnitor în exil. Noul domnitor, Ștefan Lăcustă (1538-1540), l-a făcut pe Mateiaș pârcălab de Roman (între 7 martie și 13 iunie 1540), iar la 30 noiembrie 1540 este menționat ca al cincilea boier din Sfatul domnesc, dar fără dregătorie. După reîntoarcerea lui Petru Rareș pe tron în 1541, Mateiaș este numit în dregătoria de mare logofăt în locul lui Gavril Trotușan, care a fost ucis ca trădător.  În perioada iulie 1541 - martie 1545, marele logofăt Mateiaș s-a aflat ca ostatec la Făgăraș, fiind lăsat ca zălog acolo de Petru Rareș în locul lui Ștefan Mailat. În perioada captivității sale, domnitorul nu a numit niciun alt mare logofăt. Marele boier a fugit de la Făgăraș în perioada martie - aprilie 1545 și s-a înapoiat în Moldova prin Țara Românească. El apare într-un document al sfatului domnesc din 4 aprilie 1545.
Mateiaș și-a păstrat dregătoria și în timpul domniei lui Iliaș al II-lea Rareș (1546-1551). El a ctitorit Biserica "Sf. Nicolae" de la Mănăstirea Coșula (1535) și Biserica "Pogorârea Sfântului Duh" din Horodniceni (1539). Vistiernicul Mateiaș a fost înmormântat în biserica ctitorită de el la Horodniceni, aici aflându-se și mormintele altor membri ai familiei sale. 

### Reparații
În decursul timpului, edificiul a fost reparat de câteva ori (în secolele XVIII și XIX).  Iconostasul bisericii datează din anul 1736. În secolul al XIX-lea, la vest de biserică a fost construită o clopotniță în formă de zvoniță cu trei arcade. După cum atestă o placă amplasată în peretele vestic al edificiului, în soclul din dreapta intrării, o reparație a fost efectuată și în iunie 1982. ("Ultima reparație iunie 1982")
În anul 1998 s-a constatat un atac masiv al ciupercii Merulius lacrymans în interiorul bisericii. Partea din lemn era atacată sistematic de insecte xilofage, existând nu numai pericolul prăbușirii, dar și al contaminării mediului înconjurător.  Această situație gravă a impus intervenția rapidă a specialiștilor pentru îndepărtarea pământului contaminat din interior (până la adâncimea -1 m), în scopul de a salva monumentul istoric. Cu acest prilej, s-a trecut la efectuarea unor cercetări arheologice care au fost coordonate de dr. Paraschiva Victoria Batariuc și dr. Monica Gogu-Demian, muzeografi principali la Muzeul Național al Bucovinei din Suceava.
În iunie 2006, s-au început o serie de lucrări de restaurare-consolidare a Bisericii "Pogorârea Sfântului Duh" din Horodniceni, urmărindu-se aducerea ei la forma originală. Proiectul de restaurare a fost executat de prof. dr. arh. Virgil Polizu (președintele Comisiei Naționale a Monumentelor Istorice), iar lucrările sunt executate de firma Restaco SRL din Suceava. 
În comunicarea "Scoaterea din pericol a clădirilor de patrimoniu" prezentată la Conferința Internațională de Structuri Portante Istorice din anul 2007, profesorul Virgil Polizu considera Biserica "Pogorârea Sf. Duh" din Horodniceni ca monument aflat în stare de colaps și propunea o serie de intervenții de primă necesitate: 
- scoaterea umidității din ziduri prin decaparea tencuielilor cu ciment, desfacerea pardoselilor și trotuarelor și asigurarea unei învelitori de protecție
- asigurarea structurii portante prin șpraițuiri de ziduri, arce și bolți, introducerea unor sâmburi de beton armat, centuri de beton armat la cornișă, la profilul intermediar și la nivelul infrastructurii și injectări de plombe în zidărie, precum și completarea zidurilor.

## Arhitectura bisericii
Biserica "Pogorârea Sfântului Duh" din Horodniceni are o formă de navă (corabie), cu altarul în formă de semicerc. Soclul este din piatră cu profil masiv. 
Ancadramentul de piatră sculptată al portalului vestic este bogat ornamentat și exprimă pătrunderea în Moldova a influențelor Renașterii. 
În interior, biserica este împărțită în pridvor, pronaos, naos și altar. Între pridvor și pronaos, ca și între pronaos și naos, au existat perete despărțitoare care a fost înlăturate ulterior. 

## Necropolă boierească
Biserica "Pogorârea Sfântului Duh" din Horodniceni a fost construită de marele vistiernic Mateiaș pentru a servi ca necropolă a sa și familiei sale. 
În urma cercetărilor arheologice din anii 1998-2001 au fost descoperite șapte morminte în pronaosul bisericii, majoritatea fără obiecte de inventar. Unul dintre morminte este de reînhumare, aici găsindu-se o monedă de 10 para, emisă în anul 1764/1765 de sultanul Mustafa al III-lea (1757-1774) și o rochie de mătase. De asemenea, în alte două morminte au fost descoperite obiecte de inventar și anume: resturile unui veșmânt de stofă cu găitane de fir, respectiv o monedă de 15 para din timpul domniei sultanului Ahmed al III-lea (1703-1730). 

## Zvonița
În curtea bisericii se află o clopotniță de tip zvoniță, formată dintr-un perete din stâlpi de zid cu trei arcade în care atârnă clopotele. Ea a fost construită în secolul al XIX-lea. 
Clopotnițele de tip zvoniță apar destul de rar în arhitectura românească, fiind întâlnite numai la bisericile din nordul Moldovei: Biserica Sfânta Treime din Siret, Biserica Adormirea Maicii Domnului din Ițcani (Suceava), Biserica Sfântul Procopie din Bădeuți (Milișăuți), Biserica Sfântul Dumitru din Zaharești și Biserica Învierea Domnului din Suceava. 

## Imagini

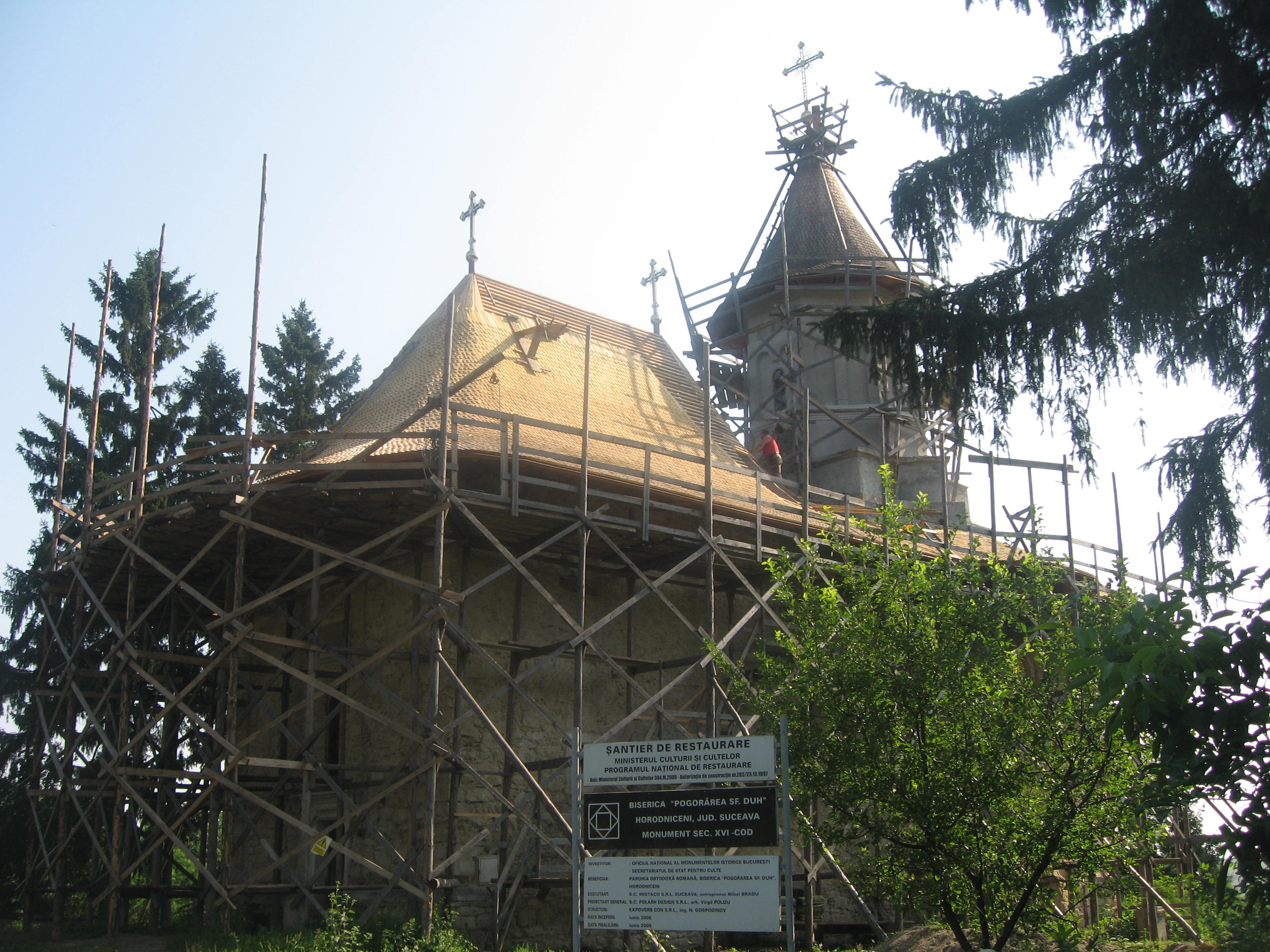
Biserica văzută dinspre sud-vest
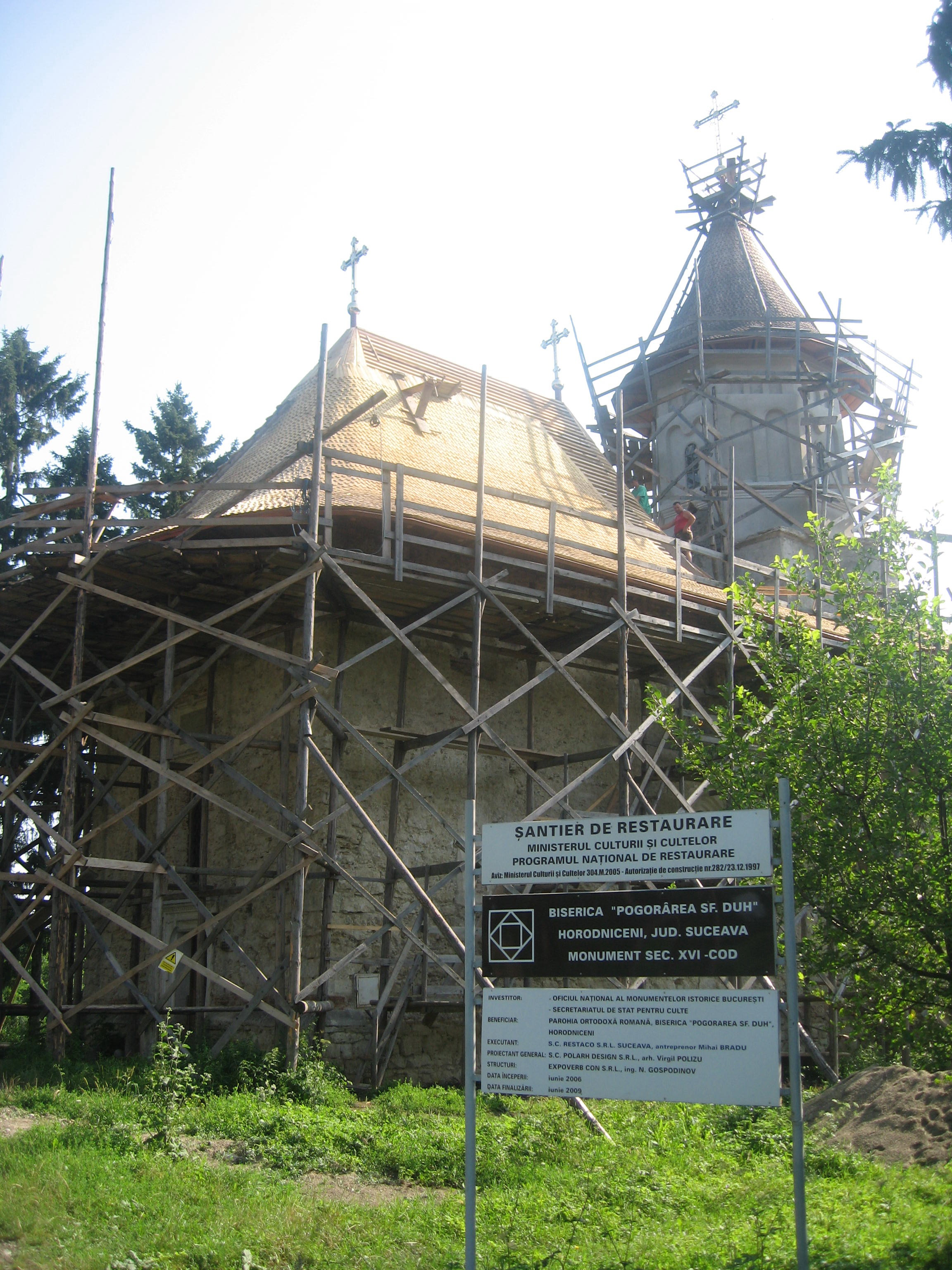
Biserica văzută dinspre sud-vest
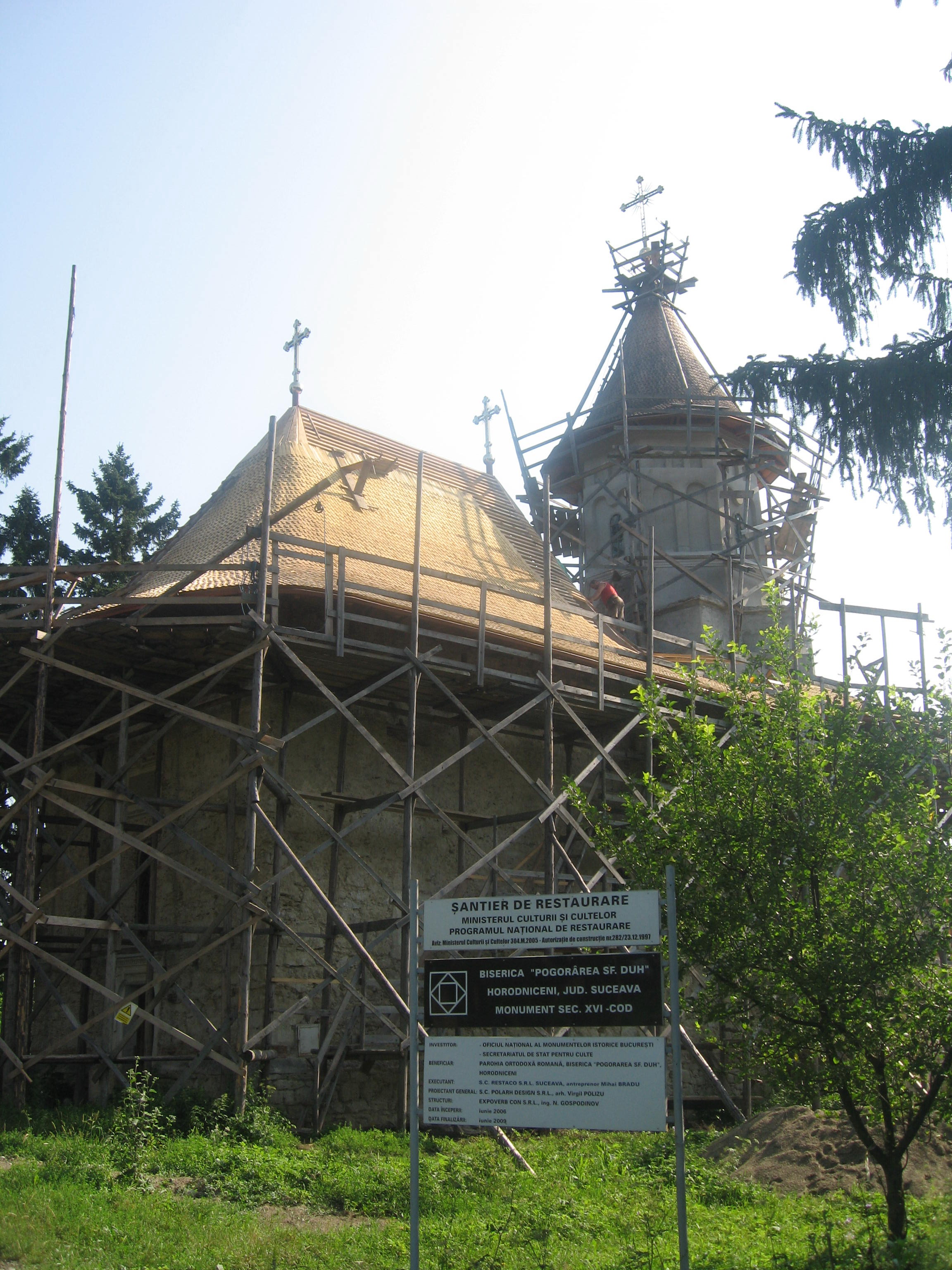
Biserica văzută dinspre sud-vest
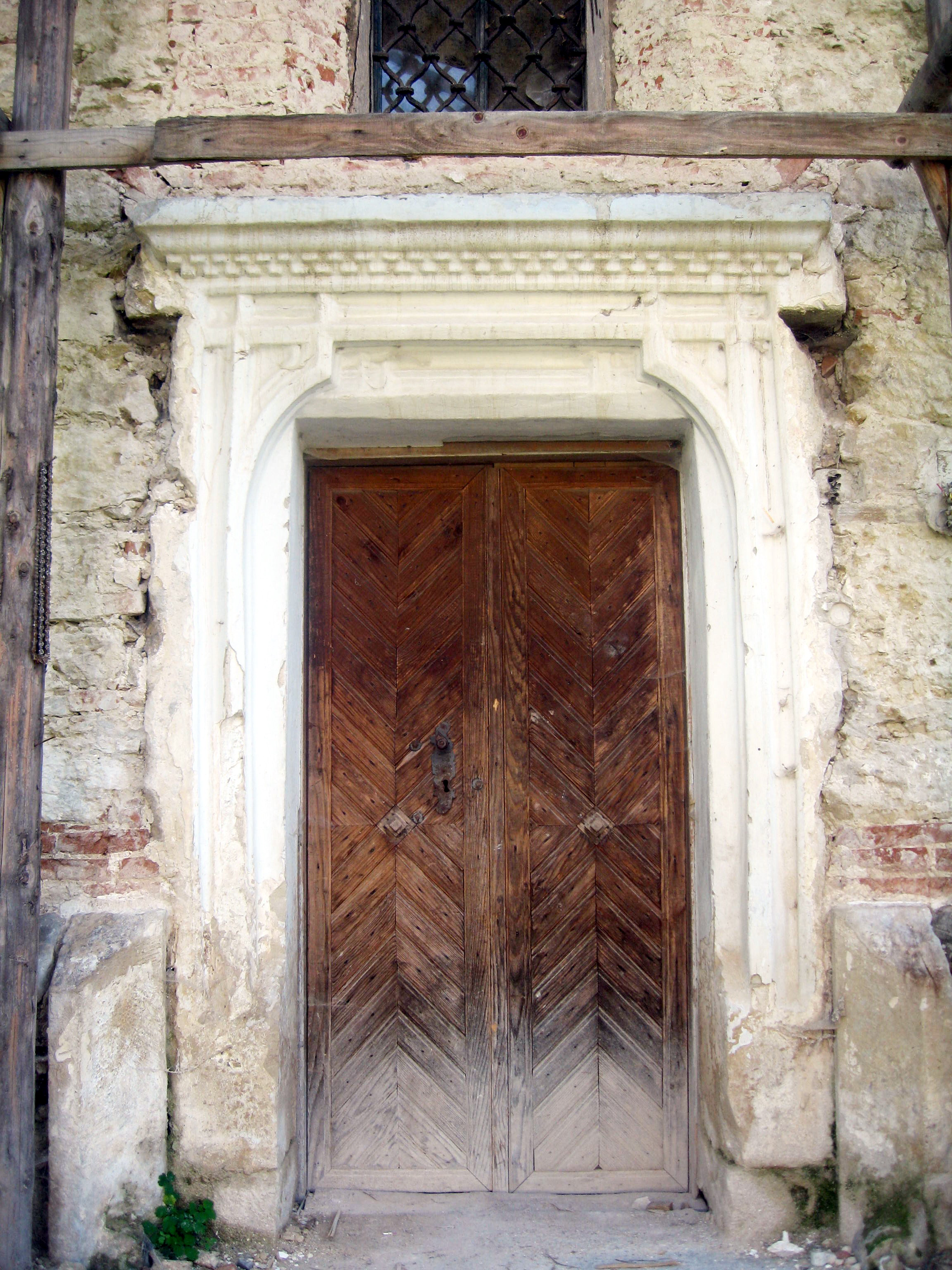
Portalul de intrare în biserică
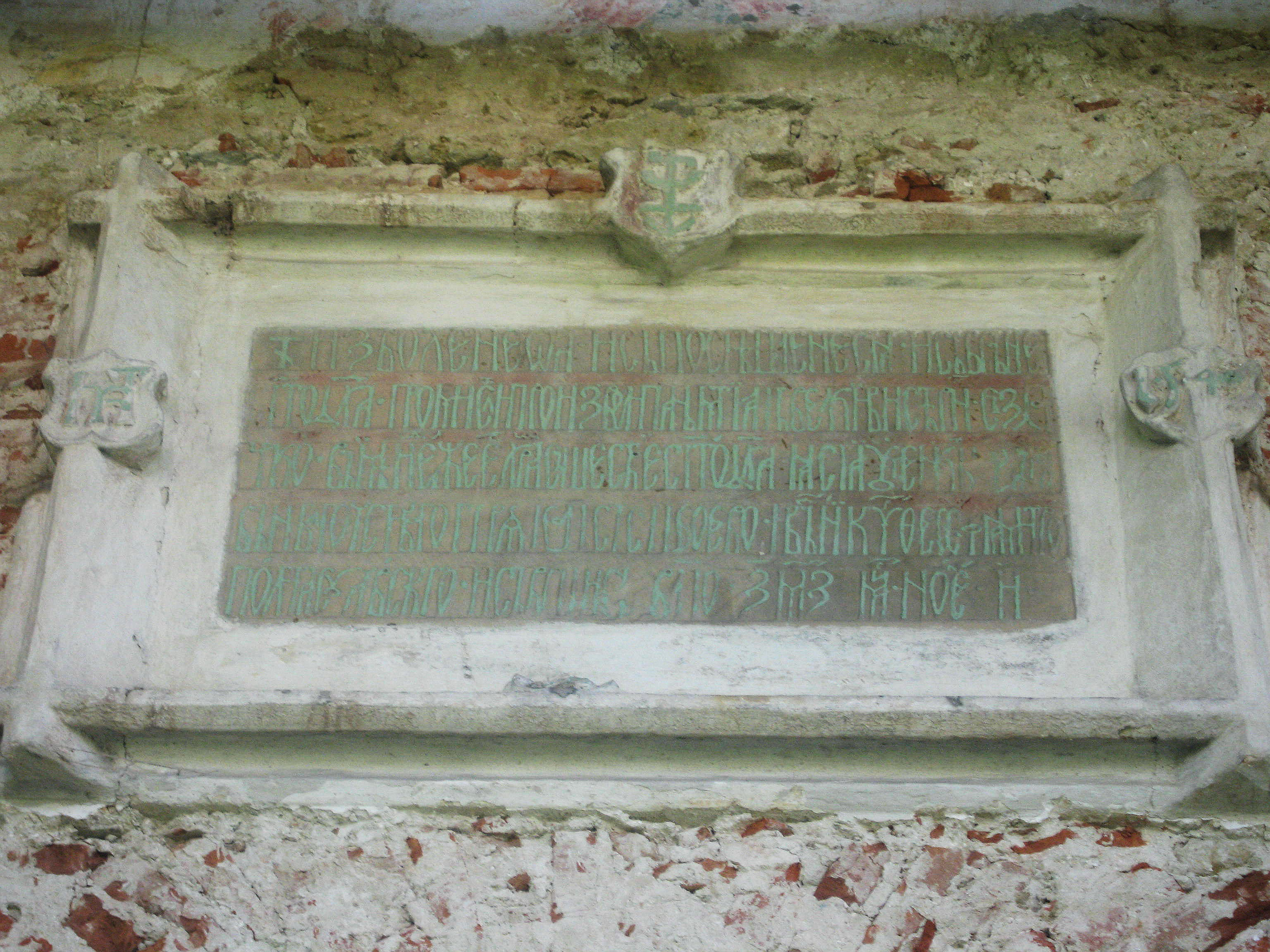
Pisania
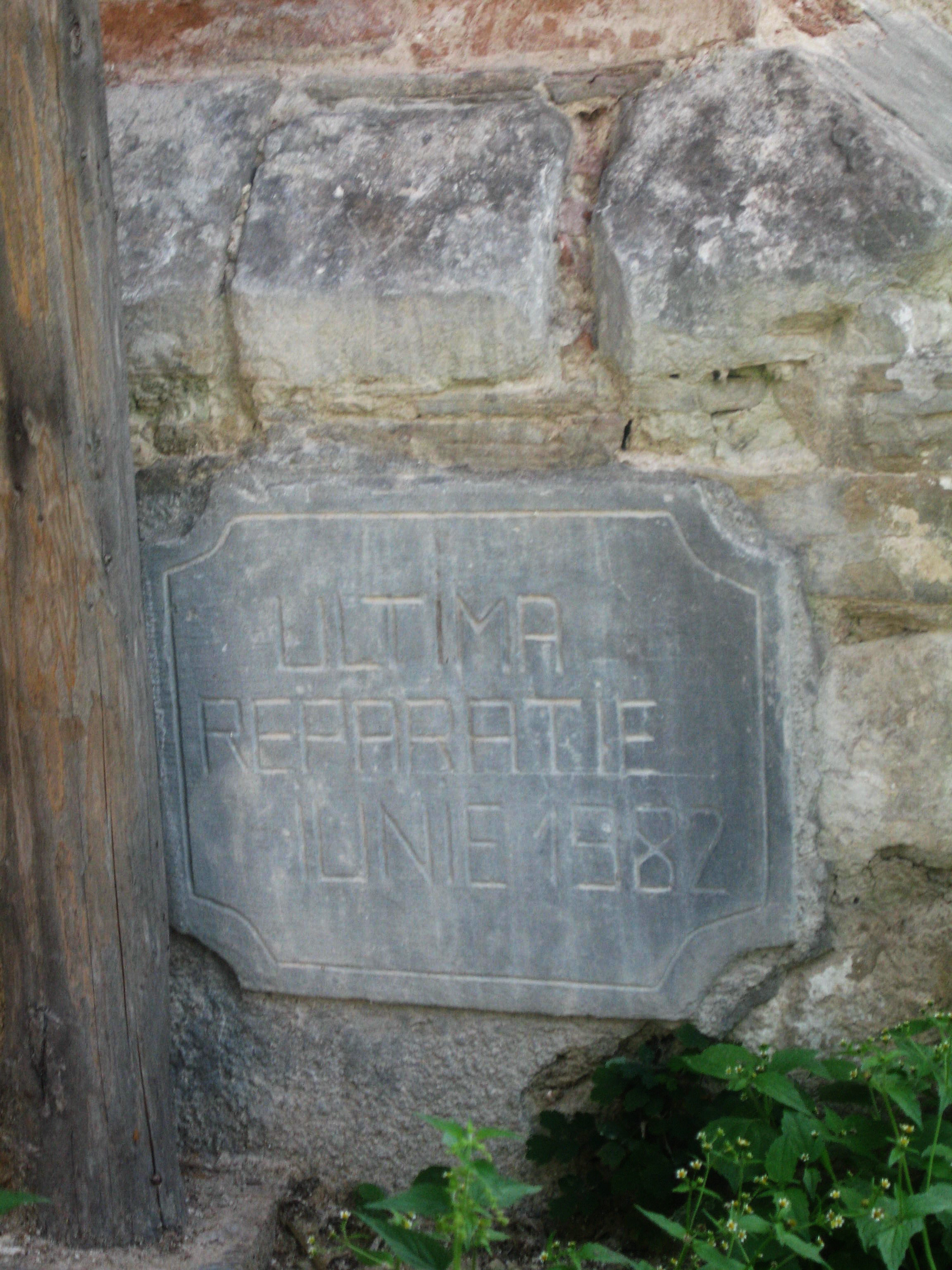
Placă care atestă efectuarea de reparaţii
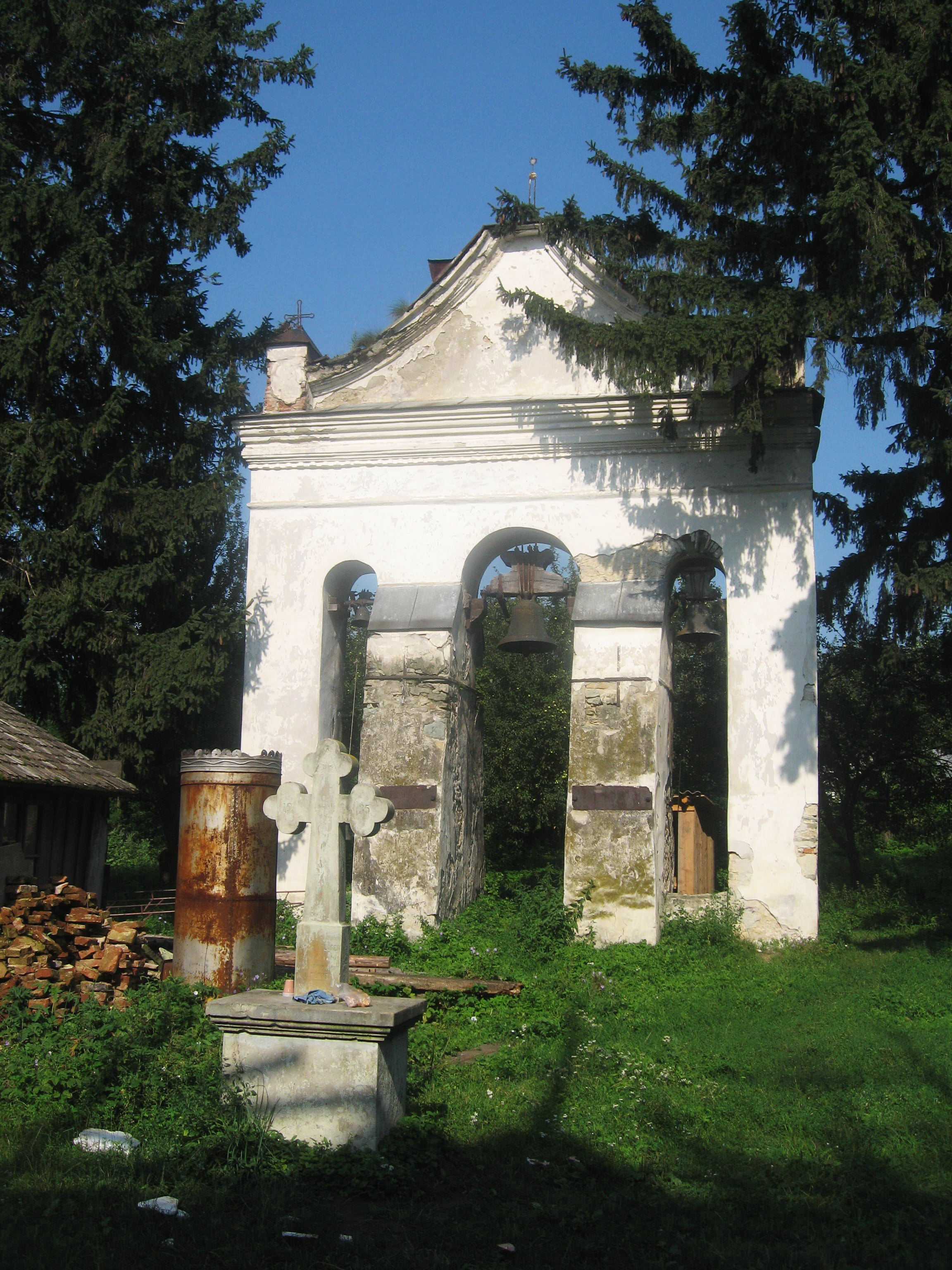
Zvoniţa
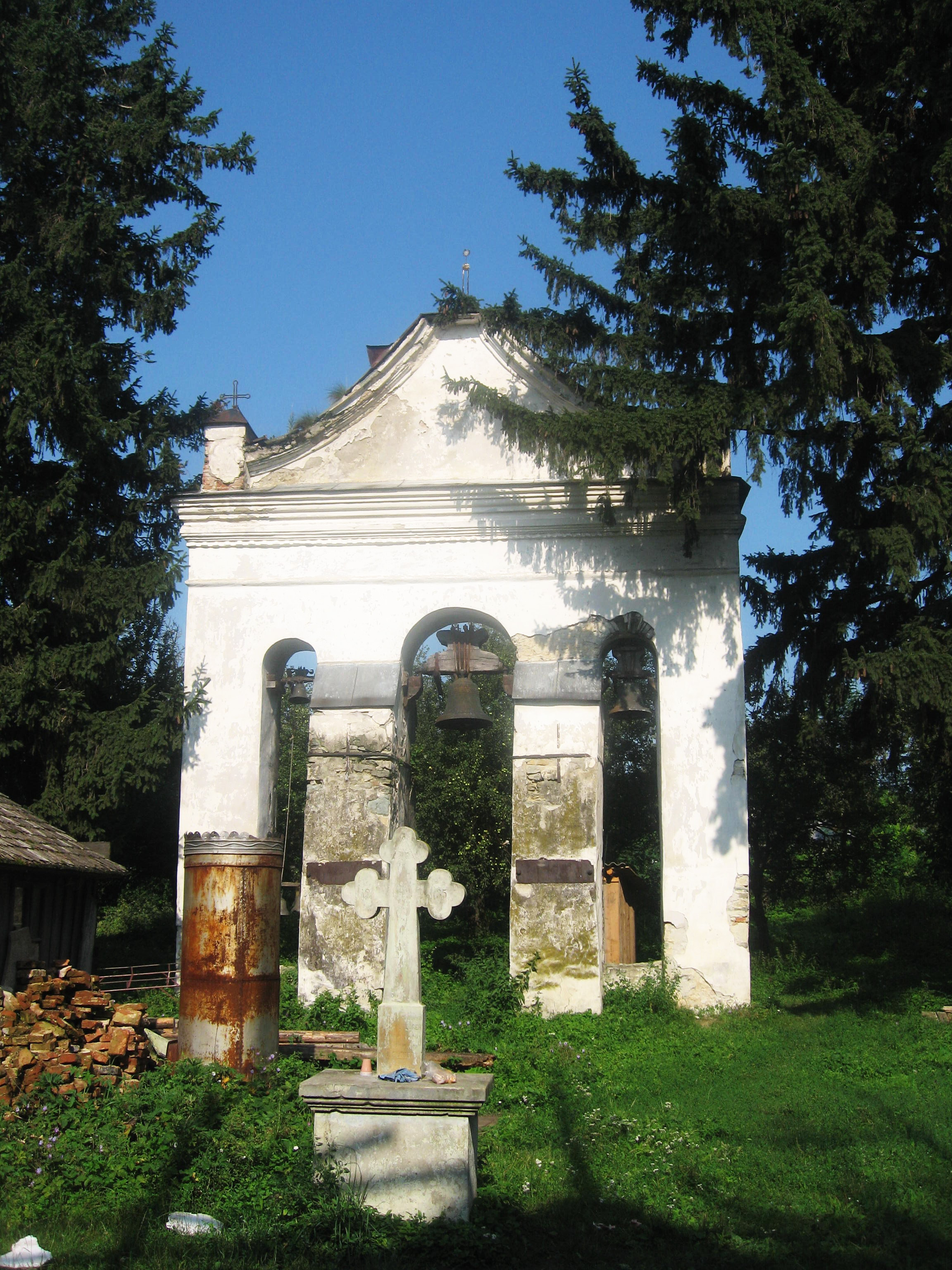
Zvoniţa